# L'Impero colpisce ancora (romanzo)
L'Impero colpisce ancora (titolo originale The Empire Strikes Back) è un romanzo di fantascienza del 1980 scritto da Donald F. Glut come trasposizione letteraria del film omonimo dello stesso anno, scritto da George Lucas sulla sceneggiatura di Leigh Brackett e Lawrence Kasdan e diretto da Irvin Kershner. Il romanzo è stato edito in italiano per la prima volta da Mondadori nello stesso anno. È da considerarsi facente parte dell'Universo espanso.

## Trama
Sono trascorsi due anni dalla battaglia di Yavin IV e le forze dell'Alleanza Ribelle si sono rifugiate nella Base Echo sul pianeta ghiacciato Hoth per sfuggire alla persecuzione da parte delle armate imperiali. Per scovare i ribelli, Dart Fener ha inviato ai più remoti confini dello spazio dei droidi-sonda, servendosi anche di cacciatori di taglie, tra cui Boba Fett, Bossk, IG-88, 4-LOM e Zuckuss, desiderosi soprattutto di catturare Ian Solo, sul quale il potente Jabba the Hutt ha posto una sostanziosa taglia.
Durante una ricognizione Luke viene attaccato da un wampa, un pericoloso animale delle nevi, riesce a fuggire ma sorpreso dal freddo sviene, non prima di vedere lo spirito del suo defunto maestro Obi-Wan Kenobi che gli dice di andare sul pianeta Dagobah per farsi addestrare dal vecchio leader dell'Ordine Jedi Yoda. Luke viene salvato da Ian nel mezzo di una tempesta di neve e poco dopo la base ribelle viene attaccata da Dart Fener, che ha ricevuto delle informazioni da un droide-sonda. Assaliti in forze, i ribelli tentano di opporre resistenza e riescono a distruggere alcuni veicoli AT-AT imperiali ma, di fronte alla potenza del loro attacco, sono costretti a lasciare il pianeta a bordo delle loro astronavi, con l'obiettivo di riunirsi nei pressi dell'asteroide Polis Massa. Essendo impegnati a coordinare la fuga, Leila Organa e il droide D-3BO non riescono a salire su alcun trasporto e scappano con Ian e Chewbecca a bordo del Millennium Falcon.
Incalzati dalle forze imperiali, Ian e compagni sono costretti alla fuga dalla flotta nemica, mentre Luke e C1-P8, anziché recarsi al punto d'incontro, fanno rotta a bordo di un X-Wing verso Dagobah, pianeta sul quale Luke viene istruito dall'anziano Yoda, inizialmente riluttante sul fatto di istruirlo perché troppo vecchio e avventato, ma alla fine viene convinto da Obi-Wan.
Intanto, Leila e Ian sono braccati da una flotta di star destroyer e il super star destroyer Executor comandato dall'ammiraglio Piett che ha rimpiazzato l'ammiraglio Ozzel reo di essere uscito dall'iperspazio troppo vicino alla base ribelle e avere permesso l'evacuazione, con a bordo il malvagio Signore dei Sith, sul quale ha un dialogo con l'ologramma del suo maestro, il famigerato Imperatore Palpatine, a proposito di Luke per cercare di corromperlo al lato oscuro. Dopo qualche scontro con la flotta nemica e aver perso l'uso dell'iperguida, Ian e Leila, si dirigono verso la Città delle nuvole, centro industriale volante del pianeta Bespin amministrato da Lando Calrissian, amico di vecchia data di Ian, per effettuare le riparazioni del caso. Essi però ignorano di essere seguiti dal cacciatore di taglie Boba Fett e subito dopo il loro arrivo, Lando li consegna a Fener che ha deciso di utilizzarli come esca per tendere una trappola a Luke. Lando cerca di spiegare a Ian e Leila di essere stato costretto a tradirli per evitare che l'Impero occupasse la sua città.
Quando lo catturerà, Fener ha intenzione di tenere Luke in ibernazione nella carbonite e sceglie Ian per fare una prova che il processo funzioni e non crei danni permanenti. Solo viene così ibernato in una lastra di carbonite, non prima di sapere che la principessa è innamorata di lui, e Fener lo affida a Boba Fett, che vuole portarlo da Jabba the Hutt per riscuoterne la taglia a bordo del suo Slave I. Intanto, Lando aiuta Leila e gli altri a scappare con il Falcon. Nel frattempo Luke arriva alla Città delle nuvole e cade nella trappola tesagli da Fener e dai suoi assaltatori. Luke e il signore oscuro ingaggiano un duello con le spade laser, che li porta sul condotto d'aria centrale della Città delle nuvole. Fener ha il sopravvento e con un colpo di spada taglia di netto la mano destra di Luke, disarmandolo e mettendolo alle corde. Il Sith allora tenta Luke, offrendogli di governare la galassia insieme a lui e rivelandogli di essere suo padre. Inorridito e incredulo, Luke rifiuta l'offerta di Fener (pieno di dolore e rabbia) e per fuggire (non avendo altra scelta) si lancia giù nel condotto d'aria fino a raggiungere un sistema di tubi che lo espelle all'esterno, fortunatamente, sotto la pancia della Città delle nuvole ci sono delle antenne e Luke riesce ad aggrapparsi a una di queste. Lancia un disperato appello telepatico che viene sentito da Leila, la quale fa tornare indietro il Millennium Falcon a raccoglierlo.
Il Falcon riesce a fuggire e Luke sale a bordo di una fregata medica ribelle dove gli viene impiantata una mano artificiale. Mentre Luke, Leila, C1-P8 e D-3BO guardano fuori dal centro medico verso la galassia, Lando e Chewbecca partono alla volta del pianeta Tatooine per trovare il palazzo di Jabba the Hutt dove viene tenuto Ian.

## Edizioni
Oltre all'edizione del 1980, nel 1997 il romanzo fu riedito in concomitanza con la riprogrammazione nei cinema di una versione rimasterizzata del film. Tale edizione è stata pubblicata dalla Sperling & Kupfer. Nella riedizione del 2005, sempre della Sperling & Kupfer, il titolo è preceduto da Star Wars per celebrare l'imminente episodio conclusivo della saga al cinema (Star Wars: Episodio III - La vendetta dei Sith).

## Differenze tra il romanzo e il film
Il libro presenta alcune differenze rispetto alla pellicola:
- La pelle di Yoda non è verde come in tutte le altre sue apparizioni, ma azzurra[1].
- L'allenamento di Luke con Yoda è descritto dettagliatamente, mentre nel film è mostrato soltanto brevemente.
- Allo stesso modo, anche la battaglia di Hoth è descritta molto più dettagliatamente.
- La spada laser di Dart Fener, che nei film è rossa, nel romanzo è invece azzurra[2].
- Quando Luke viene attaccato dalle truppe d'assalto imperiali alla Città delle nuvole su Bespin, torna a far fuoco; nel film, invece, non spara alcun colpo.